# Darby Camp
Darby Eliza Camp, née le 14 juillet 2007 à Charlotte, Caroline du Nord est une actrice américaine. Elle est connue pour ses rôles dans les films de Netflix Benji et Les Chroniques de Noël, et pour Big Little Lies de HBO.

## Biographie
Darby Camp est née le 14 avril 2007 à Charlotte, Caroline du Nord. Ses parents sont Clark et Lacy Camp.
Elle a une sœur, Ruthie Camp.

## Filmographie

### Cinéma

#### Longs métrages
- 2015 : Blue de Charles Huddleston : Mattie Murphy
- 2018 : Benji de Brandon Camp : Frankie Hughes
- 2018 : Les Chroniques de Noël (The Christmas Chronicles) de Clay Kaytis : Kate Pierce
- 2019 : Dreamland de Miles Joris-Peyrafitte : Phoebe Evans
- 2019 : When We Last Spoke de Joanne Hock : Juliet
- 2020 : Les Chroniques de Noël 2 (The Christmas Chronicles 2) de Chris Columbus : Kate Pierce
- 2021 : Clifford (Clifford the Big Red Dog) de Walt Becker : Emily Elizabeth Howard
- 2021 : Calm Before de Tara Lynn Marcelle : Gia jeune

#### Court métrage
- 2021 : 3:35 to Boston de Kay Barnes : Jordyn

### Télévision

#### Séries télévisées
- 2015 - 2017 : The Leftovers : Patti Levin jeune
- 2017 - 2019 : Big Little Lies : Chloe Adaline Mackenzie
- 2019 : NOS4A2 : Haley Smith
- 2022 : Gaslit : Marty Mitchell